# Kulajînți, Brovarî
Kulajînți (în ucraineană Кулажинці) este o comună în raionul Brovarî, regiunea Kiev, Ucraina, formată numai din satul de reședință.

## Demografie
Componența lingvistică a comunei Kulajînți
     Ucraineană (98,8%)
     Rusă (1,2%)
Conform recensământului din 2001, majoritatea populației comunei Kulajînți era vorbitoare de ucraineană (98,8%), existând în minoritate și vorbitori de rusă (1,2%).